# Pole Doświadczeń Zmysłowych w Norymberdze
Pole Doświadczeń Zmysłowych (niem. Erfahrungsfeld zur Entfaltung der Sinne) – park edukacyjny w Norymberdze (Niemcy). Park został wybudowany według koncepcji Huga Kükelhausa. W parku znajdują się liczne eksponaty dydaktyczne obrazujące prawa fizyki i prawa świata przyrody, których adresatami są nastolatkowie.